# پرنسس کوچک

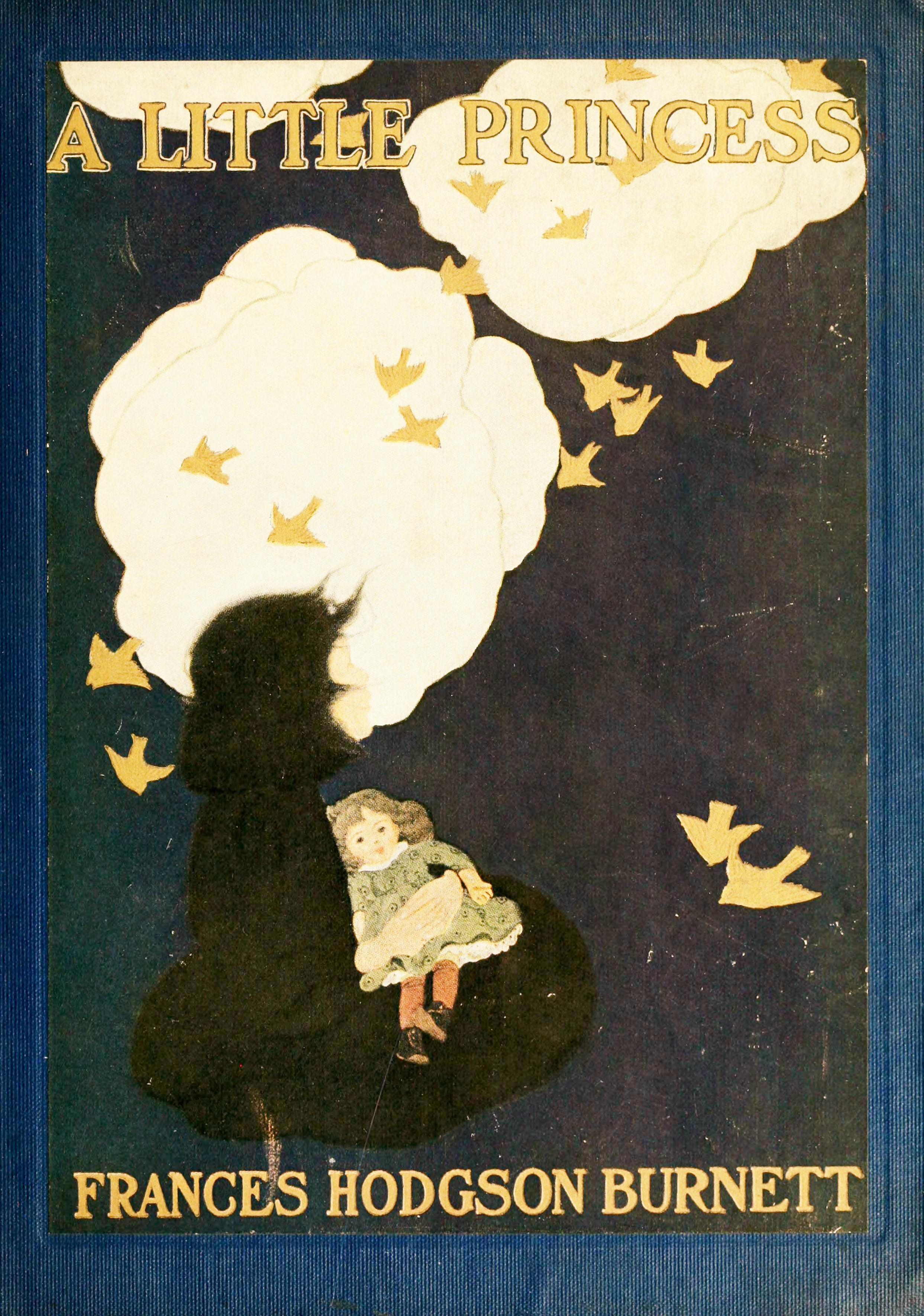
طرح جلد کتاب پرنسس کوچک

پرنسس کوچک (انگلیسی: A Little Princess) یک رمان کودکان اثر فرانسس هاجسون برنت است که نخستین بار به شکل کتاب در سال ۱۹۰۵ چاپ شد. این رمان نسخه‌ای گسترش یافته از داستان کوتاه «سارا کرو: یا، آنچه در مدرسه خانوم مینچین اتفاق افتاد» (به انگلیسی: Sara Crewe: or, What Happened at Miss Minchin's) است که به شکل سریالی در مجله سنت نیکلاس چاپ می‌شد. بر اساس یک نظرسنجی آنلاین در سال ۲۰۰۷، انجمن آموزش ملی ایالات متحده کتاب را در فهرستش از «صد کتاب برتر کودکان برای معلمان» قرار داد.

## ترجمه به فارسی
این کتاب در ایران توسط چندین نفر به فارسی ترجمه شده و جزو کتاب‌های پرفروش و مورد استقبال خوانندگان رمان نوجوان قرار گرفته‌است.